# Maxent
Maxent is een gemeente in het Franse departement Ille-et-Vilaine (regio Bretagne). De plaats maakt deel uit van het arrondissement Rennes. Maxent telde op 1 januari 2022 1.457 inwoners.

## Geografie
De oppervlakte van Maxent bedroeg op 1 januari 2022 39,72 vierkante kilometer; de bevolkingsdichtheid was toen 36,7 inwoners per km².

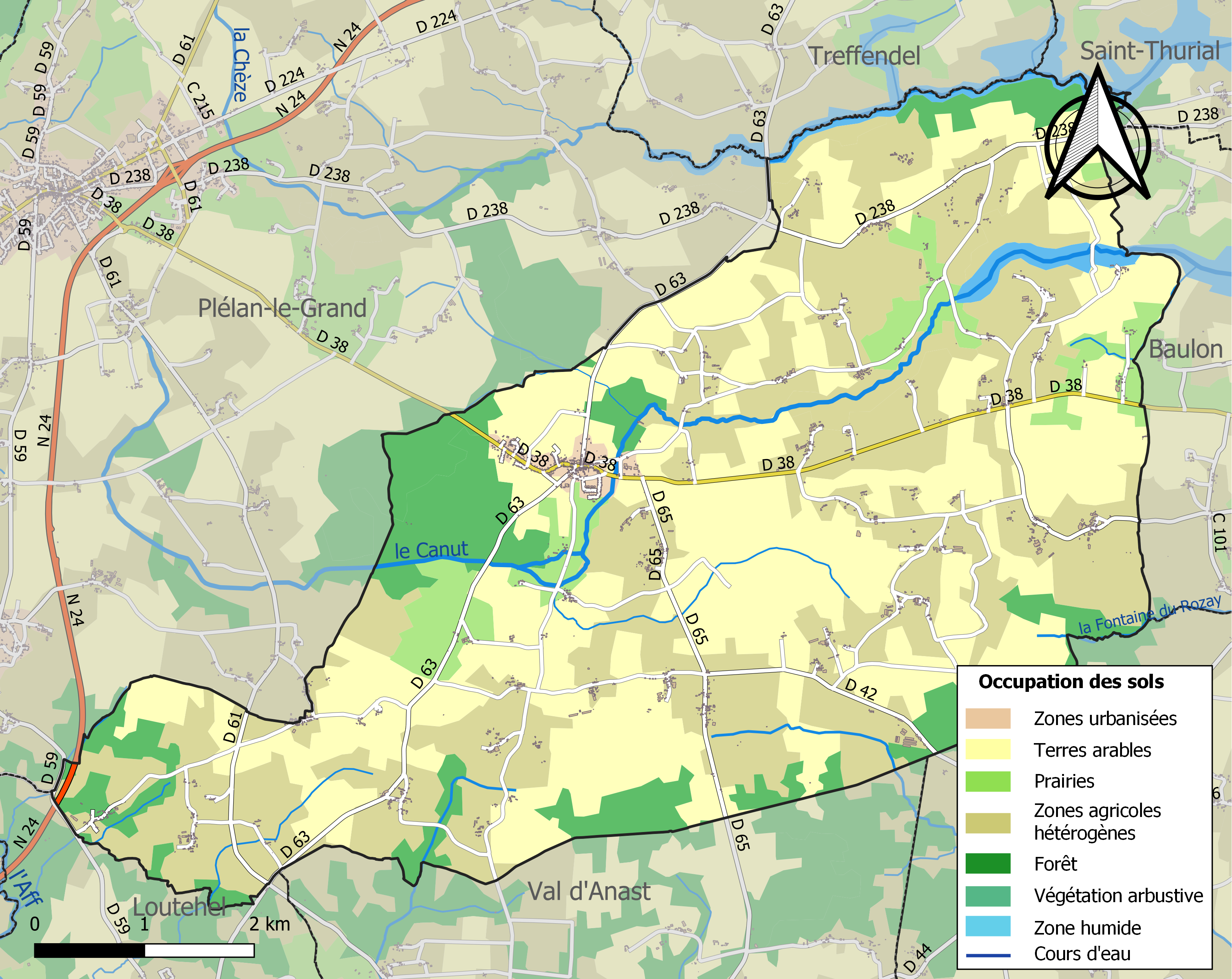
Kaart van de gemeente met belangrijkste infrastructuur, bodemgebruik en omliggende gemeenten

## Demografie
Onderstaande figuur toont het verloop van het inwonertal, bron: INSEE-tellingen. 